# Puszcza Kurpiowska
Puszcza Kurpiowska hoặc Kurpiowska Forest, (phát âm tiếng Ba Lan: [ˈpuʂt͡ʂa kurˈpjɔfska], cũng còn được gọi là Rừng Kurpie) là tên gọi chung của hai khu vực hoang dã của Ba Lan: Puszcza Biała và Puszcza Zielona (Rừng trắng và xanh), nằm ở lưu vực trung tâm của Narew và Kurpiowska. Nó bị ràng buộc bởi các con sông: Pisa (phía đông), Narew (phía nam) và Orzyc (phía tây). Phía bắc đến biên giới cũ với Đông Phổ. 

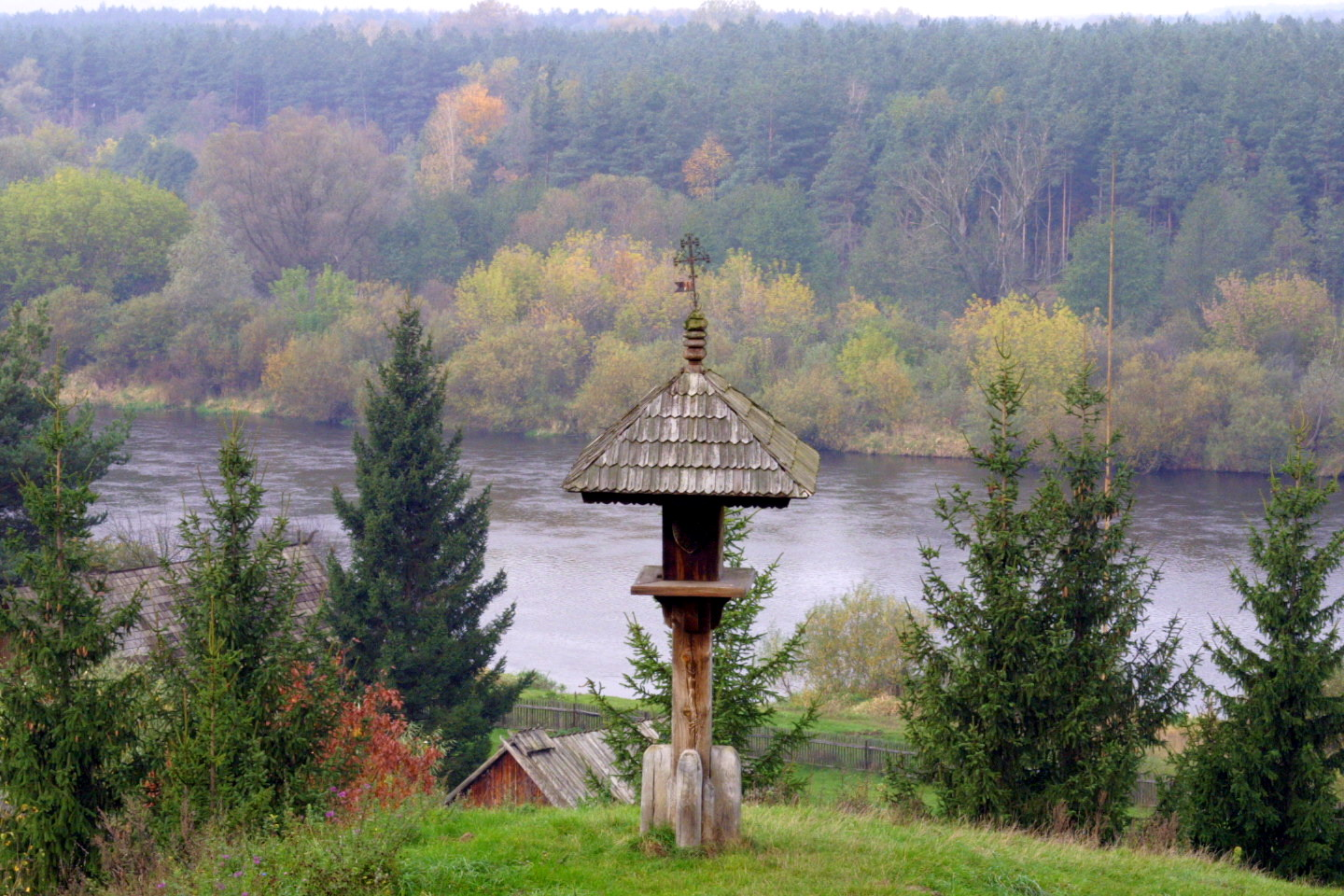
Quang cảnh Narew chảy qua Puszcza Kurpiowska

Vào thế kỷ 16, rừng Kurpiowska từngđược gọi là Zagajnica, thêm vào định nghĩa của nó là các hạt omża, Ostrołęka và Przasnysz, trong đó một phần của khu rừng.
Vào thế kỷ 18, thuật ngữ Kurpiowska Forest được mở rộng để bao gồm cả Rừng xanh (tiếng Ba Lan: Puszcza Zielona) và Rừng Trắng (tiếng Ba Lan: Puszcza Biała) thuộc về các Giám mục của Płock. Rừng Kurpiowska dần bắt đầu được xác định với Puszcza Zielona.
Vào cuối thế kỷ 20, các khu vực có rừng chiếm khoảng 33% rừng Kurpiowska. Hầu hết (95%) diện tích rừng bao gồm thông, với các cây Tống quán sử thưa thớt, vân sam, sồi và bạch dương. Các khu vực phát triển cũ của cây vân sam, thông và tống quán sủ được bảo vệ.

## Dự trữ trong rừng
- Khu bảo tồn Czarnia
- Khu bảo tồn Kanistan
- Góc tối "Ciemny Kąt"
- Khuỷu tay "Łokieć"
- Khu bảo tồn Olsy Płoszyckie